# 1250 هـ
1250 هـ هي سنة في التقويم الهجري امتدت مقابلةً في التقويم الميلادي بين سنتي 1834 و1835.

جاكب جورج كريستيان أدلر

## أحداث
- الإمام فيصل بن تركي يلقي القبض على مشاري ويعدمه.

نشأ إمارة آل رشيد.
- تعيين عبد الله سعيد العتيبي وزيرا لوزارة الحروب بعد وفاة الإمام تركي بن عبد الله.

## مواليد
- آغا الله آبادي
- أحمد آل طعان
- أحمد الأسترآبادي الحائري
- أحمد بن خالد الناصري
- إبراهيم آل السيد حيدر الكاظمي
- جعفر بن إسماعيل البرزنجي
- رضا الطالباني
- عبد الله فكري

## وفيات
- جاكب جورج كريستيان أدلر
- حسن العطار
- سالم بن سعيد الصائغي
- فتح علي شاه
- ماثيو لومسدن
- محمد الفهمي الموصلي
- الشوكاني
- حسن بن محمد العطار
- 15 جمادى الآخرة - مسلمة بن محمد، أمير علوي مغربي.